# ダニエル・K・アカカ
ダニエル・カヒキナ・アカカ (英語: Daniel Kahikina Akaka, 中国名：李碩、1924年9月11日 - 2018年4月6日) はアメリカの政治家。ハワイ州選出の連邦下院議員(通算7期)、連邦上院議員(通算4期)を歴任した。所属政党は民主党。初のハワイ先住民系、かつ唯一の中国系アメリカ人の上院議員であった。

## 経歴

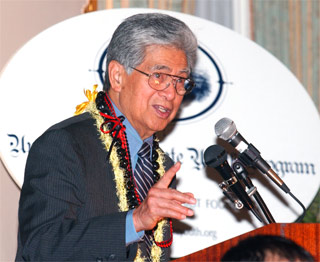
ダニエル・K・アカカ

アメリカ準州のハワイ（現在のハワイ州）のホノルルで生まれた。ハワイ大学に進学するが第二次世界大戦の間はアメリカ陸軍工兵隊に所属しサイパンとテニアンで従軍した。ハワイ大学から教育学士(1952年)と教育学修士(1966年)を取得した。
1990年4月に死去したスパーク・マツナガの補欠として上院議員に任命され、1990年5月16日に就任した。同年の11月には正式に上院議員として就任し。1994年に一般投票の70パーセント以上を獲得して改選され、2000年、2006年にも再選。2012年の選挙には出馬せず、2013年1月3日をもって上院議員を退任した。
退任の直前の2012年12月に長年共同でハワイ州選出の上院議員を務めた同年齢のダニエル・イノウエが逝去し、期せずしてほぼ同時に退任することとなった。また、2人が相次いで上院を去ったため、現在の上院議員の中で第二次世界大戦に従軍したのは、ニュージャージー州選出のフランク・ローテンバーグ議員ただ1人となった。同議員は2014年に予定されている改選選挙への不出馬・引退を表明しているため、2015年1月3日を以って第二次世界大戦を戦った世代は連邦上院から去ることになる。
2017年11月から体調を崩し入院していたが、2018年4月6日に多臓器不全のため死去、93歳。

## 家族
マリー・ミルドレッドと結婚して、5人の子供、14人の孫および1人のひ孫がいる。

## 参照
1. ↑  “Sen. Akaka, who 'embodied aloha' despite personal trials, dies at 93” (英語). Hawaii News Now. (2018年4月7日) 2018年4月7日閲覧。